# Франсіско Хенто
Франсіско Хе́нто Ло́пес, або просто Пако Хенто (ісп. Francisco Gento López (Paco Gento); нар. 21 жовтня 1933, Гарнісо, Кантабрія — 18 січня 2022) — іспанський футболіст. Лівий крайній нападник, більшість кар'єри провів у «Реалі» (Мадрид). 12-разовий чемпіон Іспанії, 6-разовий володар Кубка європейських чемпіонів. Рекордсмен за кількістю здобутих Кубків європейських чемпіонів.

## Життєпис

### Стиль гри
Виділявся високою швидкістю, був одним із найкращих лівих вінґерів світу кінця 1950-х і початку 1960-х років. Володів точною передачею та ударом з лівої ноги, мав хорошу техніку, однак інколи перетримував м'яч. Допомагав своєму лівому флангу під час оборони команди, що робили не всі атакувальні гравці тих часів.

### Збірна
За збірну країни дебютував 18 травня 1955 року в грі проти Англії. Учасник чемпіонатів світу 1962 та 1966.

## Статистика виступів

### Статистика клубних виступів
| Сезон             | Команда           | Чемпіонат         | Чемпіонат | Чемпіонат | Національний кубок | Національний кубок | Національний кубок | Континентальні кубки | Континентальні кубки | Континентальні кубки | Інші змагання | Інші змагання | Інші змагання | Усього | Усього |
| Сезон             | Команда           | Ліга              | Ігор      | Голів     | Ліга               | Ігор               | Голів              | Ліга                 | Ігор                 | Голів                | Ліга          | Ігор          | Голів         | Ігор   | Голів  |
| ----------------- | ----------------- | ----------------- | --------- | --------- | ------------------ | ------------------ | ------------------ | -------------------- | -------------------- | -------------------- | ------------- | ------------- | ------------- | ------ | ------ |
| 1952–53           | «Расінг»          | ПД                | 10        | 2         | КІ                 | -                  | -                  | -                    | -                    | -                    | -             | -             | -             | 10     | 2      |
| 1953–54           | «Реал Мадрид»     | ПД                | 17        | 0         | КІ                 | 4                  | 0                  | -                    | -                    | -                    | -             | -             | -             | 21     | 0      |
| 1954–55           | «Реал Мадрид»     | ПД                | 24        | 6         | КІ                 | 3                  | 0                  | -                    | -                    | -                    | ЛК            | 2             | 0             | 29     | 6      |
| 1955–56           | «Реал Мадрид»     | ПД                | 29        | 7         | КІ                 | 6                  | 3                  | КЧ                   | 7                    | 1                    | -             | -             | -             | 42     | 11     |
| 1956–57           | «Реал Мадрид»     | ПД                | 27        | 7         | КІ                 | 2                  | 0                  | КЧ                   | 8                    | 1                    | ЛК            | 2             | 3             | 39     | 11     |
| 1957–58           | «Реал Мадрид»     | ПД                | 28        | 7         | КІ                 | 5                  | 1                  | КЧ                   | 6                    | 3                    | -             | -             | -             | 39     | 11     |
| 1958–59           | «Реал Мадрид»     | ПД                | 21        | 7         | КІ                 | 5                  | 2                  | КЧ                   | 8                    | 1                    | -             | -             | -             | 34     | 10     |
| 1959–60           | «Реал Мадрид»     | ПД                | 27        | 14        | КІ                 | 5                  | 2                  | КЧ                   | 6                    | 2                    | -             | -             | -             | 38     | 18     |
| 1960–61           | «Реал Мадрид»     | ПД                | 28        | 9         | КІ                 | 8                  | 3                  | КЧ                   | 2                    | 1                    | МКК           | 1             | 1             | 39     | 14     |
| 1961–62           | «Реал Мадрид»     | ПД                | 25        | 6         | КІ                 | 9                  | 4                  | КЧ                   | 10                   | 2                    | -             | -             | -             | 44     | 12     |
| 1962–63           | «Реал Мадрид»     | ПД                | 25        | 7         | КІ                 | 4                  | 1                  | КЧ                   | 2                    | 1                    | -             | -             | -             | 31     | 9      |
| 1963–64           | «Реал Мадрид»     | ПД                | 24        | 12        | КІ                 | 2                  | 0                  | КЧ                   | 9                    | 3                    | -             | -             | -             | 35     | 15     |
| 1964–65           | «Реал Мадрид»     | ПД                | 23        | 4         | КІ                 | 3                  | 0                  | КЧ                   | 6                    | 5                    | -             | -             | -             | 32     | 9      |
| 1965–66           | «Реал Мадрид»     | ПД                | 28        | 10        | КІ                 | 3                  | 2                  | КЧ                   | 9                    | 3                    | -             | -             | -             | 40     | 15     |
| 1966–67           | «Реал Мадрид»     | ПД                | 20        | 11        | КІ                 | 5                  | 0                  | КЧ                   | 4                    | 0                    | МКК           | 1             | 0             | 30     | 11     |
| 1967–68           | «Реал Мадрид»     | ПД                | 24        | 8         | КІ                 | 0                  | 0                  | КЧ                   | 7                    | 5                    | -             | -             | -             | 31     | 13     |
| 1968–69           | «Реал Мадрид»     | ПД                | 26        | 8         | КІ                 | 2                  | 1                  | КЧ                   | 2                    | 0                    | -             | -             | -             | 30     | 9      |
| 1969–70           | «Реал Мадрид»     | ПД                | 25        | 3         | КІ                 | 5                  | 1                  | КЧ                   | 3                    | 2                    | -             | -             | -             | 33     | 6      |
| 1970–71           | «Реал Мадрид»     | ПД                | 7         | 0         | КІ                 | 2                  | 0                  | КВК                  | 6                    | 0                    | -             | -             | -             | 15     | 0      |
| Усього за «Реал»  | Усього за «Реал»  | Усього за «Реал»  | 428       | 126       |                    | 73                 | 20                 |                      | 95                   | 30                   |               | 6             | 4             | 602    | 182    |
| Усього за кар'єру | Усього за кар'єру | Усього за кар'єру | 438       | 128       |                    | 73                 | 20                 |                      | 95                   | 30                   |               | 6             | 4             | 612    | 184    |

### Статистика виступів за збірну
| Дата       | Місто                      | Господарі         | Результат | Гості             | Турнір             | Голи | Примітки |
| ---------- | -------------------------- | ----------------- | --------- | ----------------- | ------------------ | ---- | -------- |
| 18-5-1955  | Мадрид                     | Іспанія           | 1 – 1     | Англія            | товариський матч   | -    |          |
| 3-6-1956   | Оейраш                     | Португалія        | 3 – 1     | Іспанія           | товариський матч   | -    |          |
| 30-1-1957  | Мадрид                     | Іспанія           | 5 – 1     | Нідерланди        | товариський матч   | -    |          |
| 10-3-1957  | Мадрид                     | Іспанія           | 2 – 2     | Швейцарія         | Відбір до ЧС 1958  | -    |          |
| 31-3-1957  | Брюссель                   | Бельгія           | 0 – 5     | Іспанія           | товариський матч   | -    |          |
| 8-5-1957   | Глазго                     | Шотландія         | 4 – 2     | Іспанія           | Відбір до ЧС 1958  | -    |          |
| 26-5-1957  | Мадрид                     | Іспанія           | 4 – 1     | Шотландія         | Відбір до ЧС 1958  | -    |          |
| 6-11-1957  | Мадрид                     | Іспанія           | 3 – 0     | Туреччина         | товариський матч   | -    |          |
| 24-11-1957 | Лозанна                    | Швейцарія         | 1 – 4     | Іспанія           | Відбір до ЧС 1958  | -    |          |
| 13-4-1958  | Мадрид                     | Іспанія           | 1 – 0     | Португалія        | товариський матч   | -    |          |
| 15-10-1958 | Мадрид                     | Іспанія           | 6 – 2     | Північна Ірландія | товариський матч   | -    |          |
| 28-2-1959  | Рим                        | Італія            | 1 – 1     | Іспанія           | товариський матч   | -    |          |
| 28-6-1959  | Хожув                      | Польща            | 2 – 4     | Іспанія           | Відбір до ЧЄ 1960  | -    |          |
| 14-10-1959 | Мадрид                     | Іспанія           | 3 – 0     | Польща            | Відбір до ЧЄ 1960  | 1    |          |
| 22-11-1959 | Валенсія                   | Іспанія           | 6 – 3     | Австрія           | товариський матч   | -    |          |
| 17-12-1959 | Париж                      | Франція           | 4 – 3     | Іспанія           | товариський матч   | -    |          |
| 13-3-1960  | Барселона                  | Іспанія           | 3 – 1     | Італія            | товариський матч   | -    |          |
| 15-5-1960  | Мадрид                     | Іспанія           | 3 – 0     | Англія            | товариський матч   | -    |          |
| 26-10-1960 | Лондон                     | Англія            | 4 – 2     | Іспанія           | товариський матч   | -    |          |
| 30-10-1960 | Відень                     | Австрія           | 3 – 0     | Іспанія           | товариський матч   | -    |          |
| 2-4-1961   | Мадрид                     | Іспанія           | 2 – 0     | Франція           | товариський матч   | 1    |          |
| 19-4-1961  | Кардіфф                    | Уельс             | 1 – 2     | Іспанія           | Відбір до ЧС 1962  | -    |          |
| 18-5-1961  | Мадрид                     | Іспанія           | 1 – 1     | Уельс             | Відбір до ЧС 1962  | -    |          |
| 11-6-1961  | Севілья                    | Іспанія           | 2 – 0     | Аргентина         | товариський матч   | -    | кап.     |
| 12-11-1961 | Касабланка                 | Марокко           | 0 – 1     | Іспанія           | Відбір до ЧС 1962  | -    | кап.     |
| 10-12-1961 | Коломб                     | Франція           | 1 – 1     | Іспанія           | товариський матч   | -    | кап.     |
| 31-5-1962  | Вінья-дель-Мар             | Чехословаччина    | 1 – 0     | Іспанія           | ЧС 1962 - 1-й етап | -    |          |
| 3-6-1962   | Вінья-дель-Мар             | Мексика           | 0 – 1     | Іспанія           | ЧС 1962 - 1-й етап | -    | кап.     |
| 6-6-1962   | Вінья-дель-Мар             | Бразилія          | 2 – 1     | Іспанія           | ЧС 1962 - 1-й етап | -    | кап.     |
| 1-11-1962  | Мадрид                     | Іспанія           | 6 – 0     | Румунія           | Відбір до ЧЄ 1964  | -    |          |
| 25-11-1962 | Бухарест                   | Румунія           | 3 – 1     | Іспанія           | Відбір до ЧЄ 1964  | -    |          |
| 2-12-1962  | Брюссель                   | Бельгія           | 1 – 1     | Іспанія           | товариський матч   | -    |          |
| 9-1-1963   | Барселона                  | Іспанія           | 0 – 0     | Франція           | товариський матч   | -    |          |
| 30-11-1963 | Белфаст                    | Північна Ірландія | 0 – 1     | Іспанія           | Відбір до ЧЄ 1964  | 1    | кап.     |
| 1-12-1963  | Валенсія                   | Іспанія           | 1 – 2     | Бельгія           | товариський матч   | -    | кап.     |
| 23-6-1966  | Ла-Корунья                 | Іспанія           | 1 – 1     | Уругвай           | товариський матч   | 1    | кап.     |
| 13-7-1966  | Бірмінгем                  | Аргентина         | 2 – 1     | Іспанія           | ЧС 1966 - 1-й етап | -    | кап.     |
| 15-7-1966  | Шеффілд                    | Швейцарія         | 1 – 2     | Іспанія           | ЧС 1966 - 1-й етап | -    | кап.     |
| 24-5-1967  | Лондон                     | Англія            | 2 – 0     | Іспанія           | товариський матч   | -    | кап.     |
| 31-5-1967  | Більбао                    | Іспанія           | 2 – 0     | Туреччина         | Відбір до ЧЄ 1968  | 1    | кап.     |
| 28-2-1968  | Севілья                    | Іспанія           | 3 – 1     | Швеція            | товариський матч   | -    | кап.     |
| 8-5-1968   | Мадрид                     | Іспанія           | 1 – 2     | Англія            | Відбір до ЧЄ 1968  | -    | кап.     |
| 15-10-1969 | Ла-Лінеа-де-ла-Консепсьйон | Іспанія           | 6 – 0     | Фінляндія         | Відбір до ЧС 1970  | -    | кап. 53' |
| Усього     |                            | Матчів            | 43        |                   | Голів              | 5    |          |

## Досягнення
- Чемпіон Європи (1): 1964
- Чемпіон Іспанії (12): 1953-54, 1954-55, 1956-57, 1957-58, 1960-61, 1961-62, 1962-63, 1963-64, 1964-65, 1963-67, 1967-68, 1968-69
- Кубок Іспанії (2): 1961-62, 1969-70
- Володар Латинського кубка (2): 1955, 1957
- Володар Кубка Європейських Чемпіонів (6): 1955-56, 1956-57, 1957-58, 1958-59, 1959-60, 1965-66
- Міжконтинентальний кубок (1): 1960